# Bollwiller
Bollwiller là một xã thuộc tỉnh Haut-Rhin trong vùng Grand Est, đồng bắc Pháp. Xã này có diện tích 8,63 km², dân số năm 1999 là 3633 người. Khu vực này có độ cao trung bình 235 mét trên mực nước biển.